# 馬卡姆灣
馬卡姆灣（英語：Markham Bay），是南極洲的海灣，位於葛拉漢地的詹姆斯羅斯島東部，處於埃克勒夫角和漢密爾頓角之間，由詹姆斯·克拉克·羅斯率領的英國探險隊發現，現時由南極條約體系管理。